# Слезак, Вальтер
Вальтер Слезак (нем. Walter Slezak), известный в США также как Уолтер Слезак (3 мая 1902 — 21 апреля 1983) — австрийский и американский характерный актёр, который начал кинокарьеру в Германии в 1920-е годы, а после 1930 года играл в США в кино, театре и на телевидении.
Начал сниматься в кино в 1922 году как «худой и красивый романтический главный герой», однако к 1930-м годам он «набрал солидный вес и был вынужден перейти в характерные актёры». В 1930 году он переехал в США, где первоначально играл в театре.
«Высокий и дородный Слезак стал развивать в США две различные карьеры — в театре он был звездой музыкальной комедии, а в кино изображал злодеев, хитрых проходимцев и напыщенных шутов». «В кино Слезак умел сочетать две крайности, одинаково искусно исполняя как комедийные, так и в отрицательные роли». В начале своей американской кинокарьеры, пришедшийся на период Второй мировой войны, Слезак часто играл нацистских злодеев в военных фильмах, а также снимался в фильмах нуар. С конца 1940-х годов Слезак, «озорной актёр с круглым усатым лицом и массивным крупным телом», стал сниматься преимущественно в лёгких приключенческих мелодрамах, комедиях и фильмах для семейного просмотра.
Лучшими его фильмами были немая мелодрама «Михаэль» (1924), военная драма «Эта земля моя» (1943) и военный триллер «Спасательная шлюпка» (1944). К числу его лучших картин также относятся военная мелодрама «Когда мы встретимся снова» (1944), приключенческая комедия «Принцесса и пират» (1944), фильмы нуар «Загнанный в угол» (1945) и «Рождённый убивать» (1947), музыкальная приключенческая комедия «Пират» (1948), комедия «Ревизор» (1949), романтические комедии «Люди будут судачить» (1951) и «Когда приходит сентябрь» (1961).

## Ранние годы
Родился 3 мая 1902 года в Вене, Австрия, в семье «легендарного оперного тенора» Лео Слезака, чешского происхождения, и Эльзы Вертхайм, еврейского происхождения. После окончания школы он некоторое время изучал медицину, но быстро потерял к ней интерес и пошёл работать банковским клерком.
Когда ему было 20 лет, его друг, актёр и режиссёр Майкл Кёртиц уговорил его сыграть в своём фильме «Содом и Гоморра» (1922), что положило конец карьере Слезака в финансовой сфере.
Худой и красивый, Вальтер Слезак подписал контракт с киностудией «УФА», «быстро став любимцем женской аудитории», исполняя роли романтических главных героев в немых немецких фильмах 1920-х годов. Его наиболее значимой работой в этот период стала роль модели и любовника парижского художника, который уходит от него в молодой графине в мелодраме Карла Теодора Дрейера «Михаэль» (1924).
Всегда чересчур увлечённый кулинарным искусством, Слезак в годами начал страдать избыточным весом, и к концу десятилетия он уже больше не рассматривался как романтическая звезда. В итоге, не сумев удержать свой вес, в районе 1930 года Слезак решил перейти в характерные актёры.

## Карьера на Бродвее в 1930-е и в 1950-е годы
В 1930 году эмигрировал в США, где немедленно обратил на себя внимание как зрителей, так и критики в своём бродвейском дебюте в музыкальной комедии «Знакомьтесь, моя сестра» (1930-31). Хотя он скромно оценивал свои вокальные способности, тем не менее, он получил восторженный приём за исполнение роли в музыкальной комедии «Музыка в воздухе» (1932-33) на музыку Джерома Керна. В 1935—1941 годах Слезак сыграл ещё в пяти бродвейских постановках, преимущественно музыкальных комедиях, прежде чем перейти на постоянную работу в Голливуд.
В 1950-е годы вернулся на Бродвей, где вновь добился признания в качестве звезды таких комедий, как «Три моих ангела» (1953-54) в постановке Хосе Феррера и «Газебо» (1958-59). Однако самый крупный успех ему принесла роль симпатичного скряги в мюзикле «Фэнни» Марселя Пиньоля. В 1954—1956 годах этот спектакль выдержал впечатляющие 888 представлений, а Слезак за свою роль в 1955 году был удостоен премии Тони.
В 1957 году Слезак пошёл по стопам отца и выступал в оперетте «Цыганский барон» в Метрополитен-опера в Нью-Йорке.

## Кинокарьера в 1940-е годы
После 12 лет работы на сцене сыграл в своём первом американском фильме, приключенческой комедии «Однажды в медовый месяц» (1942), исполнив роль сотрудничающего с нацистами австрийского барона, за женой которого (Джинджер Роджерс) ухаживает репортёр в исполнении Кэри Гранта.
Сыграл отрицательных персонажей (немецких офицеров или агентов) и в трёх последующих своих фильмах — «Эта земля моя» (1943), «Падший воробей» (1943) и «Спасательная шлюпка» (1944). В драме Жана Ренуара «Эта земля моя» (1943), действие которой происходит на оккупированной немцами французской территории, он сыграл майора немецкой армии, который предлагает скромному французскому учителю (Чарльз Лоутон) сделку — прекратить свои возбуждающие народ речи в обмен на снятие обвинений в убийстве нацистского информатора (Джордж Сэндерс).
В нуаровой драме Ричарда Уоллеса «Падший воробей» (1943) Слезак сыграл прикованного к инвалидному креслу норвежского профессора, с которым знакомится в Нью-Йорке главный герой, бывший заключённый нацистского лагеря на Гражданской войне в Испании (Джон Гарфилд), и который оказывается глубоко законспирированным нацистским агентом.
В «клаустрофобическом триллере» Альфреда Хичкока «Спасательная шлюпка» (1944) Слезак выдал неотразимую игру в качестве холодного и коварного капитана нацистской подводной лодки, который инкогнито принимает командование шлюпкой со спасшимися пассажирами с американского судна, затонувшем в бою вместе с его  подводной лодкой. Кинокритик Босли Кроутер, который до этого был впечатлён игрой Слезака в роли нацистского агента в картине «Однажды в медовый месяц» (1942), отметил, что на этот раз «его персонаж не является полностью отталкивающий или вызывающей отвращение личностью. В исполнении Слезака это коварный и порой жестокий, но в то же время практичный, изобретательный и в принципе отважный человек. Некоторые из его поступков могли бы оцениваться как умные и героические, если бы таким образом поступил американец в той же ситуации». Изображение врага с определённой симпатией привело к критике как самого фильма, так и его режиссёра. В военной мелодраме Фрэнка Борзейги «Когда мы увидимся снова» (1944) действие вновь происходит на оккупированной немцами французской территории, а Слезак играет мэра французского городка, который ищет сбитого американского лётчика (Рэй Милланд), а затем пытается спасти французскую монахиню .
В середине 1940-х годов Слезак сыграл в двух значимых фильмах нуар. В детективном триллере Эдварда Дмитрика «Загнанный в угол» (1945) он играет запоминающуюся роль добровольного помощника канадского лётчика (Дик Пауэлл), прибывшего в Аргентину на розыск убийц своей жены. Несмотря на внешнее добродушие, желание понравиться и готовность услужить главному герою, персонаж Слезака оказывается тайным агентом нацистской подпольной организации. В нуаре Роберта Уайза «Рождённый убивать» (1947) Слезак сыграл роль «весёлого, продажного философствующего частного сыщика».
После этих серьёзных картин Слезак играл главным образом в комедиях, приключенческих фильмах и разнообразных богатых и красочных костюмированных спектаклях.
В музыкальной комедии «Шагай веселее» (1944) Слезак сыграл владельца гостиницы, в пентхаузс которой Фрэнк Синатра с коллегами репетирует новый мюзикл. В приключенческой комедии «Принцесса и пират» (1944) с Бобом Хоупом и Вирджинией Мейо он был «ярким, броским пиратом». Затем Слезак предстал в роли коррумпированного, мстительного и зловредного губернатора испанской территории Картахена Доном Альворадо, который хочет жениться на красавице (Морин О’Хара) и враждует с благородным голландским пиратом (Пол Хенрейд) в приключенческом фильме Борзейги «Испанские владения» (1945). Он также незабываемо сыграл подлого варвара Малика, который предаёт Синдбада (Дуглас Фербенкс-младший), в фильме «Синдбад- мореход» (1947). В 1947 году он сыграл в приключенческой комедии Теда Тетцлаффа «Отбросы общества» (1947) с Пэтом О’Брайеном и Энн Джеффрис он ведёт охоту за картой, на которой нанесены ценные нефтяные месторождения в Перу. Слезак исполнил роль ещё одного испанца, мэра карибского городка, хама и тирана  Дон Педро Варгаса, который собирается жениться на героине Джуди Гарланд в музыкальной мелодраме Винсента Миннелли «Пират» (1948).
Последней заметной ролью Слезака в 1940-е годы стала роль цыганского барона, организовавшего торговлю поддельным целебным эликсиром, в музыкальной комедии «Ревизор» (1949) по мотивам одноимённой комедии Гоголя с Дэнни Кеем в главной роли

## Фильмы 1950-60-х годов
В начале 1950-х годов сыграл в приключенческой комедии «Эбботт и Костелло в Иностранном легионе» (1950), романтической комедии «Таксист» (1950) с Редом Скелтоном, ещё одной романтической комедии «Люди будут судачить» (1951) режиссёра Джозефа Манкевича с Кэри Грантом и Джинн Крейн, в музыкально-романтической комедии «Зовите меня мадам» (1953), а также в приключенческой картине Генри Хэтэуэя «Белая шаманка» (1953) с Сьюзен Хейворд и Робертом Митчемом, действие которой происходит в Бельгийском Конго в 1907 году.
Во второй половине 1950-х годов вернулся на Бродвей, где сыграл несколько успешных ролей, кроме того, он снимался в телесериалах.
В начале 1960-х годов вернулся в большое кино, сыграв роль предприимчивого мажордома американского бизнесмена (Рок Хадсон), который тайно управляет его итальянской шикарной виллой как гостиницей одиннадцать месяцев в году, в романтической комедии Роберта Маллигана «Когда приходит сентябрь» (1961). Кроутер назвал комическую игру Слезака в этом фильме «идеальной».
В фэнтези-мелодраме «Чудесный мир братьев Гримм» (1962), построенной вокруг биографий известных писателей и их сказок, Слезак сыграл роль благоразумного книготорговца и друга братьев. В 1964 году Слезак сыграл в семейной комедии «Эмиль и сыщики» (1964), а в 1965 году — в романтической комедии Майкла Гордона «Очень необычная услуга» (1965) с Роком Хадсоном и Лесли Карон он сыграл владельца гостиницы. В 1972 году Слезак исполнил роль доброго сквайра Трелони в приключенческом фильме «Остров сокровищ» (1972) по знаменитому роману Роберта Льюиса Стивенсона.
Его долгая карьера как одного из выдающихся характерных актёров своего времени закончилось выходом на пенсию в 1980 году.

## Прочая деятельность
Играл в различных программах на радио, а с 1951 года стал работать на телевидении, где его самой известной ролью стала роль Короля Часов в двух эпизодах телесериала «Бэтмен» (1966)
В 1962 году опубликовал автобиографию «А когда будет следующий лебедь?». Название книги связано со случаем в театральной биографии его отца. Отец Вальтера, Лео Слезак, известный венский оперный певец, в конце арии в спектакле «Лоэнгрин» должен был переплыть через озеро на механическом лебеде. Когда по ошибке лебедь «отплыл» слишком рано, Слезак-старший громко спросил: «А когда будет следующий лебедь?». Критик «Нью-Йорк таймс» Босли Кроутер отметил, что для книги Слезака характерны те же «веселье и энтузиазм, чувственность и сентиментальность, которые отличали его актёрскую игру с момента появления на нью-йоркской театральной сцене».
В 1970-е годы играл роль тюремщика Фроша (без пения) в постановке оперетты Иоганна Штрауса «Летучая мышь» в Опере Сан-Франциско.

## Семья и личная жизнь
Слезак был известен как опытный пилот, ценитель искусства, любитель шахмат и хороших книг. Как и его отец, Слезак был одарённым оперным певцом.
С 1943 года и вплоть до своей смерти он был женат на Джоанне Ван Рин, у них было трое детей, старшая дочь Ингрид, Эрика и сын Лео. Эрика, которая родилась в 1946 году, стала актрисой.
Его дочь, актриса Эрика Слезак более всего известна своей многолетней игрой в мыльной опере «Одна жизнь, чтобы жить» (1971—2013), Вальтер Слезак был братом актрисы Маргарете Слезак, тестем актёра Брайана Дэвиса, дедом актрисы Аманды Дэвис и актёра Тобиаса Слезака.
Сестра — актриса Маргарет (Гретл) Слезак (1901—1953), несмотря на еврейское происхождение, была дружна с Адольфом Гитлером. Это привело к её разладу с братом.

## Смерть
21 апреля 1983 года незадолго до своего 81-го дня рождения покончил с собой, застрелившись из револьвера 38 калибра во дворе своего дома во Флауэр-хилл, Нью-Йорк, вероятно, из-за отчаяния по поводу тех болезней, от которых он к тому времени страдал.

## Фильмография
| - 1922 — Содом и Гоморра / Sodom und Gomorrha — Эдуард Харбер, студент Кембриджского университета / Ювелир из Галилеи - 1924 — Михаэль / Michael — Михаэль - 1924 — Мой Леопольд / Mein Leopold — Леопольд, сын - 1925 — О, великолепие юности / O alte Burschenherrlichkeit - 1925 — Болото и мораль / Sumpf und Moral - 1926 — Молодая кровь / Junges Blut — Старшеклассник - 1926 — Как я остаюсь молодой и красивой — Брак сестры / Wie bleibe ich jung und schön — Ehegeheimnisse - 1926 — Из Рейнской области судьбы дней / Aus des Rheinlands Schicksalstagen — Вальтер Тирман, инженер при Гроссмане - 1926 — Морской кадет / Der Seekadett - 1926 — Маркос сделал ставку / Marccos tollste Wette - 1926 — Передавай привет светлому ребёнку на Рейне / Grüß mir das blonde Kind am Rhein - 1927 — Лорелей / Die Lorelei - 1927 — Большая пауза / Die große Pause — Оттокар, их сын - 1927 — Знаменосец в седане / Der Fahnenträger von Sedan - 1927 — Любовь идёт странными путями / Liebe geht seltsame Wege — Флоризел, «Фло-Фло» - 1927 — Право на жизнь / Das Recht zu leben - 1927 — Прощай, молодость! / Addio giovinezza! — Марио - 1928 — Одинокая мать / Ledige Mütter - 1928 — Ханнерл из Роландсбогена / Das Hannerl von Rolandsbogen - 1928 — Альпийская роза и эдельвейс / Almenrausch und Edelweiss — Ментел - 1929 — Страсть в цепях / Eros in Ketten — Хайнц Эвер - 1929 — Роковые ночи / Osudné noci — Беллини - 1932 — Шпионы в отеле Савой / Spione im Savoy-Hotel — Курт - 1942 — Однажды в медовый месяц / Once Upon a Honeymoon — Барон Франц фон Любер - 1943 — Эта земля моя / This Land Is Mine — Майор Эрих фон Келлер - 1943 — Падший воробей / The Fallen Sparrow — Доктор Кристиан Скаас - 1944 — Спасательная шлюпка / Lifeboat — Вилли - 1944 — Шагай веселее / Step Lively — Джо Гриббл - 1944 — Когда мы увидимся снова / Till We Meet Again — Витри, мэр - 1944 — Принцесса и пират / The Princess and the Pirate — Ля Рош - 1945 — Саломея, где она танцевала / Salome Where She Danced — Димитриофф - 1945 — Испанские владения / The Spanish Main — Дон Хуан Алворадо - 1945 — Загнанный в угол / Cornered — Мельхиор Инча - 1947 — Синдбад-мореход / Sinbad, the Sailor — Мелик / Джамал - 1947 — Рождённый убивать / Born to Kill — Эрнетт - 1947 — Отбросы общества / Riffraff — Эрик Молинар - 1948 — Пират / The Pirate — Дон Педро Варгас - 1951—1956 — Первая студия / Studio One (телесериал, 4 эпизода) - 1949 — Ревизор / The Inspector General — Яков - 1950 — Таксист / The Yellow Cab Man — Доктор Байрон Докстеддер - 1950 — Шпионская охота / Spy Hunt — Доктор Стал - 1950 — Эбботт и Костелло в Иностранном легионе / Abbott and Costello in the Foreign Legion — Сержант Эксманн - 1950—1951 — Саспенс / Suspense (телесериал, 5 эпизодов) - 1951 — Бонзо пора спать / Bedtime for Bonzo — Профессор Ханс Нойманн - 1951 — Люди будут судачить / People Will Talk — Профессор Баркер - 1951—1952 — Опасность / Danger (телесериал, 6 эпизодов) - 1952 — Театр звезд «Шлитц» / Schlitz Playhouse of Stars (телесериал, 1 эпизод) - 1953 — Сборник / Omnibus (телесериал, 2 эпизода) - 1953 — Доверительно Конни / Confidentially Connie — Эмиль Спанденберг - 1953 — Зовите меня мадам / Call Me Madam — Август Тантиннин - 1953 — Белая шаманка / White Witch Doctor — Хюйсман - 1954 — Стальная клетка / The Steel Cage — Луис, тюремный повар - 1954—1958 — Час «Юнайтед стейтс стил» / The United States Steel Hour (телесериал, 3 эпизода) | - 1956 — Добрая фея / The Good Fairy (телефильм) — Макс Спорум - 1956 — Час «Двадцатого века Факс» / The 20th Century-Fox Hour (телесериал, 1 эпизод) - 1956 — Роберт Монтгомери представляет / Robert Montgomery Presents (телесериал, 1 эпизод) - 1957 — Десять тысяч спален / Ten Thousand Bedrooms — Папа Виттоорио Мартелли - 1957 — Телевизионный театр «Гудйир» / Goodyear Television Playhouse (телесериал, 1 эпизод) - 1958 — Пиноккио / Pinocchio (телефильм) — Гепетто - 1958 — Телефонное время / Telephone Time (телесериал, 1 эпизод) - 1958 — Театр 90 / Playhouse 90 (телесериал, 1 эпизод) - 1959 — Чудо / The Miracle — Флако - 1959 — Рождественский фестиваль / A Christmas Festival (телефильм) — Мистер Рилибиг - 1959 — Кукольный дом / A Doll’s House (телефильм) — Рассказчик - 1959 — Театр «Алкоа» / Alcoa Theatre (телесериал, 1 эпизод) - 1959 — Время старта / Startime (телесериал, 1 эпизод) - 1959 — Письмо к Лоретте / Letter to Loretta (телесериал, 1 эпизод) - 1960 — Час великих тайн «Доу» / Dow Hour of Great Mysteries (телесериал, 1 эпизод) - 1960 — Детективное шоу «Шеви» / The Chevy Mystery Show (телесериал, 1 эпизод) - 1961 — Приди сентябрь / Come September — Морис Клавель - 1961 — Вне закона / Outlaws (телесериал, 1 эпизод) - 1962 — Чудесный мир братьев Гримм / The Wonderful World of the Brothers Grimm — Стоссел - 1962 — Сотня Кейна / Cain’s Hundred (телесериал, 1 эпизод) - 1963 — Сыромятная плеть / Rawhide (телесериал, 1 эпизод) - 1963 — Сансет-Стрип, 77 / 77 Sunset Strip (телесериал, 4 эпизода) - 1963 — Плач ангелов / A Cry of Angels (телефильм) — Джордж Фредерик Хандел - 1964 — Чудесная жизнь / Wonderful Life — Ллойд Дэвис - 1964 — Эмиль и сыщики / Emil and the Detectives — Барон - 1964 — Доктор Килдэр / Dr. Kildare (телесериал, 1 эпизод) - 1965 — Человек, который купил рай / The Man Who Bought Paradise (телефильм) — Капитан Мирз - 1965 — 24 часа для убийства / Twenty-Four Hours to Kill — Малуф - 1965 — Очень необычная услуга / A Very Special Favor — Этьенн, владелец ресторана - 1966 — Бэтмен / Batman — Король Часов (телесериал, 2 эпизода) - 1966 — Конгресс развлекается / Der Kongreß amüsiert sich — Гид в музее восковых фигур - 1966 — Фантастический мир доктора Коппелиуса / El fantástico mundo del doctor Coppelius — Доктор Коппелиус - 1967 — Скачки золотых быков / The Caper of the Golden Bulls — Антонио Гонзалес - 1967 — Я — шпион / I Spy (телесериал, 1 эпизод) - 1968 — Хохмы Роуэна и Мартина / Laugh-In (телесериал, 1 эпизод) - 1968 — Легенда Робина Гуда / The Legend of Robin Hood (телесериал, 1 эпизод) - 1968 — Одна жизнь, чтобы жить / One Life to Live — Ласло Бредекер (1976) - 1968 — Хайди / Heidi (телефильм) — Отец Рихтер - 1970 — Жонглер Богоматери / The Juggler of Notre Dame — Владелец гостиницы - 1971 — Чёрный красавчик / Black Beauty — Хакеншмидт - 1972 — Остров сокровищ / Treasure Island — Сквайр Трелони - 1973 — Задание: Вена / Assignment: Vienna (телесериал, 1 эпизод) - 1976 — Таинственный дом доктора К. / The Mysterious House of Dr. C. — Доктор Коппелиус - 1980 — Лодка любви / The Love Boat (телесериал, 2 эпизода) |